# Miriam Makeba (album)
Az 1960-as kiadású Miriam Makeba című album Miriam Makeba debütáló nagylemeze volt. Szerepel az 1001 lemez, amit hallanod kell, mielőtt meghalsz című könyvben.

## Az album dalai
|     | Cím                                  | Szerző(k)                              | Hossz |
| --- | ------------------------------------ | -------------------------------------- | ----- |
| 1.  | The Retreat Song                     | Miriam Makeba                          | 2:34  |
| 2.  | Suliram (indonéz altató)             | tradicionális                          | 2:45  |
| 3.  | The Click Song                       | Makeba, Khoza, Majola, Mdedle, Mogosti | 2:09  |
| 4.  | Umhome                               | Makeba                                 | 1:16  |
| 5.  | Olilili                              | Silinga                                | 2:31  |
| 6.  | Lakutshn, Ilanga                     | Dvashe, Glazer                         | 2:07  |
| 7.  | Mbube (a The Chad Mitchell Trio-val) | Linda                                  | 3:17  |
| 8.  | The Naughty Little Flea              | Thomas                                 | 3:45  |
| 9.  | Where Does It Lead                   | Davis                                  | 2:29  |
| 10. | Nomeva                               | Makeba                                 | 2:37  |
| 11. | House of the Rising Sun              | Lopez                                  | 1:57  |
| 12. | Saduva                               | Makeba                                 | 2:30  |
| 13. | One More Dance (Charles Colman-nal)  | Carter                                 | 2:40  |
| 14. | Iya Guduza                           | Makeba                                 | 2:05  |

## Közreműködők
- Miriam Makeba – ének
- The Belafonte Folk Singers Milt Okun vezetésével